# Taltos
De Taltos zijn fictieve wezens uit de boekencyclus het De Mayfair Heks van de schrijver Anne Rice.
De Taltos zijn een vreemd machtig oeroud volk met menselijke trekken. Een Taltos weet bij de geboorte al een heleboel dingen; historische feiten, hele legenden, liederen, talen, rituelen, en de kennis waarover de moeder beschikt. Deze wezens hebben bovendien een goed en gevoelig gehoor en reuk-vermogen, zijn zeer vredelievend en bouwden machtige steencirkels voor hun rituelen. Taltos hebben naar het lijkt het eeuwige leven, de oudste zijn de "witharigen", maar hun leeftijd is niet in te schatten in jaren noch eeuwen. 
Ooit leefden de Taltos in hun ‘Paradijs’. Taltos noemden dit later "het verloren land", omdat dit in de zee is gezonken. Vele Taltos waren gevlucht naar "het koude land" -Brittannië-, maar met de komst van de mensen zijn zij verjaagd en geconfronteerd met een wreedheid die zij niet kenden. Om te overleven hebben velen van hen een menselijke identiteit aangenomen en zijn het volk de Picten geworden. Uiteindelijk werden de Christenen hun echte ondergang. Vele mannelijke Taltos werden bekeerd door tot het Christelijk geloof, wat leidde tot een breuk tussen de mannelijke en vrouwelijke Taltos. De afgescheiden samenleving werd opgegeven, waardoor de Taltos gingen rondzwerven, verjaagd werden of op de brandstapel belanden als heksen en monsters. In de twintigste eeuw zijn de Taltos vrijwel uitgestorven.
Lasher was de rusteloze ziel van een vermoorde Taltos, die getracht heeft een menselijk lichaam te bemachtigen.